# Río Sondondo
Der Río Sondondo ist ein etwa 120 km langer rechter Nebenfluss des Río Pampas im Andenhochland von Südzentral-Peru in der Region Ayacucho. Der Fluss trägt abschnittsweise alternative Namen: Quebrada Sahuaccocha, Río Ccunic, Río Tintay, Río Mollobamba, Río Yanamachay, Río Jatun Mayo, Río Huarari und Río Lucanas.

## Flusslauf
Der Río Sondondo bildet den Abfluss des etwa 4400 m hoch gelegenen Sees Lago Pachapucuna im Südwesten des Distrikts Chipao (Provinz Lucanas). Der Lago Sahuaccocha liegt ebenfalls im Quellgebiet. Der Río Sondondo fließt anfangs 15 km nach Osten und wendet sich anschließend nach Nordosten. Ab Flusskilometer 90 fließt der Río Sondondo nach Nordwesten. Bei Flusskilometer 67 befindet sich die Ortschaft Mayobamba am linken Flussufer. Bei Flusskilometer 59 trifft der Río Mayo Negro von Süden kommend auf den Río Sondondo. Am rechten Flussufer befinden sich die so genannten „Sondondo-Terrassen“. Bei Flusskilometer 55 passiert der Fluss die am rechten Flussufer gelegene Ortschaft Sondondo. Bei Flusskilometer 44 trifft der Río Pancoy von links auf den Río Sondondo. Dieser wendet sich nun in Richtung Nordnordost und durchquert das Hochland in einer tiefen Schlucht. Zwischen den Flusskilometern 38 und 27 durchquert der Fluss den äußersten Westen der Provinz Sucre. Anschließend bildet er die Grenze zu der weiter westlich gelegenen Provinz Víctor Fajardo. Der Río Sondondo mündet schließlich auf einer Höhe von etwa 2280 m in den Río Pampas. Dieser bildet an der Einmündungsstelle ein „Knie“, er kommt von Richtung Nordnordwest und biegt anschließend in Richtung Nordnordost ab. 

## Einzugsgebiet
Der Río Sondondo entwässert ein Areal von etwa 3640 km². Dieses erstreckt sich über Teile der Provinzen Lucanas, Víctor Fajardo, Sucre und Parinacochas. Das Einzugsgebiet des Río Sondondo grenzt im Nordosten an das des Río Chicha, im Süden an die Einzugsgebiete von Río Ocoña und Río Acarí, beides Zuflüsse des Pazifischen Ozeans, im Westen an das des Río Caracha sowie im Nordwesten an das des Río Huancapi.

## Hydrologie
Mit Hilfe verschiedener regionaler Messwerte wurde ein mittlerer Abfluss des Rio Sondondo von etwa 26 m³/s berechnet. Im folgenden Schaubild sind die berechneten mittleren monatlichen Abflüsse dargestellt.

## Sonstiges
Ein Welterbe-Kandidat bilden das Hochplateau von Cabana, die Sondondo-Terrassen sowie die Negro-Mayo-Terrassen und Bofedales. 